# Psautier de Bonne de Luxembourg
Le psautier de Bonne de Luxembourg est un psautier enluminé datant des années 1348-1349 qui fut composé par Jean Le Noir, élève de Jean Pucelle pour la princesse de Normandie, Bonne de Luxembourg, épouse de l'héritier du trône de France, Jean de Valois, futur roi Jean le Bon.

## Historique
D'après les armoiries représentées dans l'ouvrage, le livre d'heures a sans doute été exécuté pour Bonne de Luxembourg, femme du futur roi Jean II le Bon, probablement à la toute fin de sa vie, vers 1348-1349. Les miniatures sont attribuées à l'enlumineur Jean Le Noir. Cependant pour certains historiens de l'art tels que François Avril, le style des dessins ne relève pas du maître, mais plutôt d'un de ses disciples, peut-être sa fille Bourgot, dont on sait qu'elle collabora avec son père. 
Par la suite, l'ouvrage est mentionné dans la bibliothèque de Charles V. On retrouve sa trace au XIXe siècle, dans la bibliothèque d'Ambroise Firmin Didot. Il passe en vente en 1883 à Paris où il est acheté par le banquier Horace de Landau et conservé chez lui en Italie. Revendu à Sotheby's à Londres en 1948, il est acheté par Martin Bodmer qui le conserve à sa fondation. Celui-ci revend l'ouvrage au Metropolitan Museum of Art de New York en 1969 qui le conserve depuis au musée des Cloîtres.

## Description

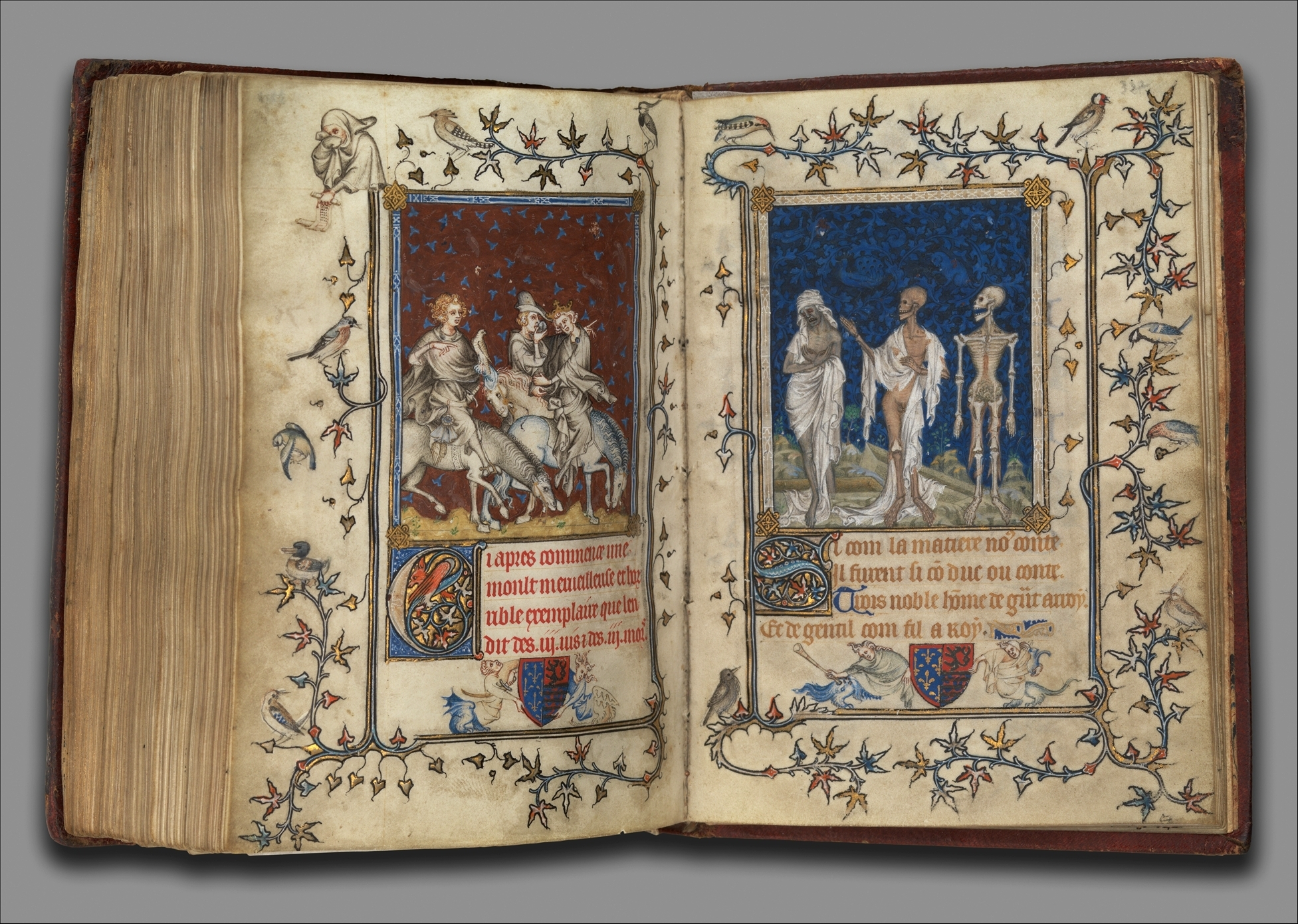
Psautier de Bonne de Luxembourg, les trois morts et les trois vifs, folios 321-322

Ce manuscrit comporte 333 pages sur parchemin mesurant 126 mm sur 88 mm. Le texte est celui des 150 psaumes de la Septante en latin, y compris un calendrier, plus le texte de la Passion du Christ en français, avec de riches illustrations et miniatures. Celles-ci sont au nombre de quatorze. Certains experts y voient la main de la fille de Jean le Noir, Burgot. Celle représentant les trois morts et les trois vifs est célèbre, ainsi que celle des deux bouffons dont l'un boit du vin. On y voit l'influence des maîtres italiens, notamment pisans.
Le principe de la grisaille est largement employé et les personnages et les oiseaux remarquables de finesse sont dessinés de façon maniériste avec des silhouettes étirées caractéristiques de l'artiste.
Le psautier est composé à une époque où la peste bubonique venue du Levant par les ports italiens éclate en Occident, tuant ainsi près des deux tiers de la population. Bonne de Luxembourg sera également victime de cette terrible épidémie. L'importance du thème de la mort et des memento mori est visible dans cette œuvre exceptionnelle.